# Osek, Sveta Trojica v Slovenskih goricah
Osek este o localitate din comuna Sveta Trojica v Slovenskih goricah, Slovenia, cu o populație de 367 de locuitori.